# Rhabdoblatta incisa
Rhabdoblatta incisa es una especie de cucaracha del género Rhabdoblatta, familia Blaberidae, orden Blattodea. Fue descrita científicamente por Bey-Bienko en 1969.

## Descripción
Mide 33,2 milímetros de longitud. La hembra es similar al macho pero un poco más grande.

## Distribución
Se distribuye por China (Yunnan, Guizhou, Guangxi).